# Encefalite VIH
A encefalite VIH é uma complicação da infecção pelo Vírus da imunodeficiencia humana (VIH), que se apresenta com uma disfunção neurocognitiva de gravidade variável. Quase metade dos doentes infectados com VIH sofrem desta doença durante a sua evolução. A administração imediata de terapia anti-retroviral é a opção de tratamento mais eficaz para esta doença.
A encefalite VIH, também designada por perturbação neurológica associada ao VIH, inclui uma série de defeitos neurocognitivos de gravidade variável após a infecção pelo VIH. A apresentação clínica desta doença varia desde um défice neurocognitivo assintomático ou ligeiro até uma demência grave. A encefalopatia VIH, também conhecida como complexo SIDA-demência, situa-se no extremo mais grave deste espectro. O diagnóstico baseia-se numa combinação de avaliação neuropsiquiátrica clínica e de estudos radiológicos. A administração rápida e eficaz da terapia anti-retroviral (TARV) é a terapia mais eficaz no tratamento da encefalite por VIH.

Hiperintensidade bilateral periventricular e profunda da substância branca relativamente simétrica em T2/FLAIR que se estende ao pedúnculo cerebral direito, ponte e medula. As áreas de anormalidade não demonstram evidência de efeito de massa ou restrição à difusão. Atrofia difusa ligeira.
Conclusão: Atrofia cerebral ligeira e anomalias T2/FLAIR difusas e simétricas da substância branca periventricular e profunda que se estendem à ponte esquerda, no contexto de infecção por VIH sem tratamento e sintomas do tipo demência, os achados estariam provavelmente de acordo com a encefalopatia por VIH. O diferencial menos provável seria a infecção por CMV. A leucoencefalopatia multifocal progressiva (PML) só seria expectável em doentes com tratamento.

## Etiologia
O mecanismo exacto pelo qual a infecção por VIH conduz à encefalite por VIH não é totalmente claro. Também foi estudada uma base genética para a encefalite por VIH, estando a presença de um alelo E4 para a apoE associada a um risco acrescido de danos neurocognitivos. No entanto, alguns estudos não demonstraram qualquer associação comprovada entre a presença ou ausência de polimorfismos genéticos e a prevalência de encefalite por VIH. A idade do doente no momento da seroconversão é outro factor determinante importante, com os doentes de grupos etários mais velhos a apresentarem uma maior prevalência de défices cognitivos em comparação com as populações mais jovens. A presença de várias comorbilidades em grupos etários mais velhos, como a resistência à insulina e a obesidade, também contribui em certa medida.

## Epidemiologia
O espectro das doenças neurológicas em doentes com infecção por VIH pode ser atribuído a várias causas, como infecções oportunistas do sistema nervoso central (SNC), polineuropatias, patologias da medula espinal e encefalite por VIH. Nos Estados Unidos, onde a terapia anti-retroviral é amplamente acessível, os sintomas neurológicos em doentes com VIH são frequentemente devidos a encefalite por VIH. Por outro lado, nos países em desenvolvimento, onde o acesso ao tratamento do VIH ainda precisa de ser melhorado, a deterioração neurológica está frequentemente associada a infecções oportunistas do SNC, como a toxoplasmose e a criptococose, para citar algumas. Não foi observada uma preponderância de género em relação à encefalite por VIH.
Ao longo dos anos, tem-se verificado uma diminuição significativa da gravidade da encefalite provocada pelo VIH, devido ao advento e à utilização generalizada da terapêutica anti-retroviral (TARV). No entanto, mesmo no contexto da TARV, quase metade dos doentes infectados pelo VIH demonstrou sofrer de disfunção neurocognitiva ligeira a moderada durante a doença. No entanto, a presença de outras comorbilidades, como o abuso de substâncias, a diabetes, a hipertensão e os efeitos do envelhecimento, impede-nos de obter uma estimativa mais clara do grau de défices cognitivos que podem ser atribuídos exclusivamente à encefalite por VIH.

## Fisiopatologia
A lesão directa do tecido do sistema nervoso central devido ao VIH, combinada com respostas imunitárias activadas à infecção, tem sido implicada na causa do declínio neurocognitivo associado à encefalite por VIH. A infecção pelo VIH resulta numa rápida inclusão do vírus em vários locais do corpo, incluindo os tecidos do SNC, que é geralmente assintomática. Após a infecção pelo VIH, os monócitos que circulam no sangue migram para o cérebro depois de atravessarem a barreira hematoencefálica, permitindo assim que o VIH tenha acesso ao sistema nervoso central. Pensa-se que a entrada do VIH no tecido cerebral através do endotélio cerebral é facilitada pela indução da molécula de adesão celular vascular 1 (VCAM-1) e da E-selectina. Embora tenha sido estudado o impacto directo do VIH na disfunção neurocognitiva após o desenvolvimento de sequências genéticas distintas, o impacto mais significativo tem sido atribuído às vias imunitárias indirectas desencadeadas após a entrada do vírus no tecido cerebral.
Acredita-se que a libertação de citocinas derivadas de monócitos, como a IL-1, o TNF-a e o TGF-B, que desencadeiam alterações neurotóxicas, seja a entidade mais prejudicial na fisiopatologia da encefalopatia VIH.
A compartimentação da infecção por VIH no SNC também desempenha um papel particularmente importante no desenvolvimento da encefalite por VIH. Após o desenvolvimento inicial do vírus a partir das células CD4 circulantes, em fases posteriores da infecção, a replicação viral no LCR ocorre independentemente da replicação viral no plasma. Uma alteração do tropismo dos vírus do SNC nas fases mais avançadas da infecção também agrava a gravidade da doença. 
Vários factores determinam a deterioração neurológica na encefalite por VIH. A produção de proteínas neurotóxicas do VIH, a replicação viral descontrolada no tecido cerebral e a activação imunitária são factores subjacentes que controlam a taxa de declínio neurológico.

## Histopatologia
Embora a encefalite VIH possa envolver qualquer parte do cérebro, as alterações patológicas, como a atrofia e a gliose, são mais frequentemente observadas nos gânglios basais e nas áreas nigro-estriatais nas fases iniciais da doença. Estas alterações podem ser identificadas logo no primeiro ano após o desenvolvimento da encefalite VIH. Nas fases mais avançadas, o envolvimento cerebral é difuso, particularmente nas regiões temporal e frontal. Nestas áreas, as células microgliais são estimuladas pelo vírus a fundirem-se e a formarem células microgliais multinucleadas. São frequentemente observados infiltrados perivasculares. Esta encefalite resultante de nódulos microgliais subcorticais é patognomónica da encefalite por VIH.
O efeito do VIH nos astrócitos e oligodendrócitos também foi identificado, mas o significado patológico desta aflição celular não foi claramente demonstrado.

## História e exame físico

### Historial
A apresentação clássica da encefalite por VIH apresenta-se num padrão de aumento e diminuição, em vez de uma deterioração progressiva como se observa em doenças como a doença de Alzheimer.  Embora a encefalite VIH seja geralmente considerada uma manifestação tardia da doença VIH, também é conhecida por ocorrer em doentes com contagens de CD4 superiores a 350 células/microL. A elucidação de sintomas que mostram um declínio cognitivo em relação ao nível anterior indica a presença de encefalite VIH. Os défices subcorticais, como o atraso psicomotor, a diminuição da concentração e da atenção, são frequentemente a marca da apresentação desta doença. O aumento do esquecimento e a dificuldade em realizar tarefas complexas também podem ser observados com frequência. Nas fases mais avançadas da doença podem surgir problemas intestinais e/ou urinários.

### Exame físico
Anomalias motoras como tremores, marcha e perturbações do equilíbrio são frequentemente demonstradas, juntamente com um aumento dos reflexos tendinosos profundos e do tónus muscular.  O Mini Exame do Estado Mental (MMSE) é realizado para estabelecer objectivamente a função cognitiva dos indivíduos e é comparado com pontuações anteriores para verificar se há deterioração.
A ausência de sinais de disfunção cortical, como a agnosia, a apraxia e a afasia, afasta o diagnóstico de demência cortical, como a doença de Alzheimer, e fundamenta o diagnóstico de encefalite VIH.
O estadiamento clínico da encefalite por VIH baseia-se principalmente no estado neurocognitivo e funcional combinado do doente. Os três estádios principais são, nomeadamente, assintomático (estado neurocognitivo de 1 DP abaixo da média em 2 domínios cognitivos sem qualquer perturbação das actividades da vida diária), ligeiro (estado neurocognitivo de 1 DP abaixo da média em 2 domínios cognitivos com perturbações das actividades da vida diária) e demência associada ao VIH (estado neurocognitivo de 2 DP abaixo da média em 2 domínios cognitivos com perturbações notáveis das actividades da vida diária).

## Avaliação

### Estudos laboratoriais
A análise do líquido cefalorraquidiano (LCR) por punção lombar desempenha um papel importante na avaliação. Um aumento das proteínas do LCR, da contagem de células e a identificação do ARN do VIH no LCR costumam estar presentes, mas são frequentemente achados não específicos relacionados com a encefalopatia por VIH. Em doentes com infecção por VIH que apresentam problemas neurológicos, a análise do LCR ajuda a excluir outras infecções oportunistas. O papel da cultura de VIH em amostras de tecido cerebral de doentes com encefalite por VIH tem sido amplamente estudado, com culturas de VIH obtidas a partir de tecidos nervosos, do LCR e do cérebro a produzirem resultados positivos. No entanto, esta positividade da cultura foi observada em todas as fases da infecção pelo VIH e não se correlaciona com a presença ou ausência de sintomas ou sinais neurológicos. A análise dos níveis virais do VIH no LCR e da resistência aos medicamentos não é efectuada por rotina.
É necessário realizar um painel metabólico extenso nestes doentes para excluir doenças relacionadas com a tiróide, o folato, a vitamina B12, a sífilis e os distúrbios hepáticos, que podem ter uma apresentação neurológica semelhante. 

### Radiologia
Os estudos de neuroimagem em doentes que sofrem de encefalopatia por VIH mostram geralmente atrofia cerebral na TC ou na RM.  Em fases avançadas da doença, nas sequências ponderadas em T2, observam-se múltiplos focos simétricos de lesões hiperintensas, sem realce, predominantemente numa distribuição subcortical.

## Tratamento
A única opção comprovada no tratamento da encefalite VIH, o HART provou ser benéfico em doentes com encefalite VIH, com melhorias significativas demonstradas nos resultados dos testes neuropsiquiátricos e cognitivos. O tratamento demonstrou diminuir e reverter eficazmente os danos patológicos causados pelo VIH, tanto a nível clínico como radiográfico. A TAR também ajuda a retardar ou a prevenir o aparecimento de perturbações neurocognitivas em doentes com VIH. A eficácia da TAR nestes doentes levou a uma diminuição da prevalência da gravidade da encefalopatia VIH, com uma diminuição notável do número de casos de complexo demência-SIDA e um aumento da prevalência da apresentação mais ligeira desta doença. A TAR demonstrou ser claramente benéfica em doentes que apresentam demência associada ao VIH, ao passo que os doentes com perturbações cognitivas mais ligeiras não apresentaram qualquer melhoria significativa.
Os regimes de medicamentos com maior penetrância no SNC demonstraram ser mais eficazes no tratamento de doentes com encefalite por VIH. A adaptação do tratamento, tendo em conta o efeito da penetrância no SNC e o perfil individual do doente, pode proporcionar um benefício óptimo para os doentes. O efavirenz não é geralmente preferido nas perturbações neurocognitivas devido aos seus muitos efeitos adversos neuropsiquiátricos.
Em doentes diagnosticados com demência associada ao VIH, nos quais está planeado o início da TARV, o regime preferido é o tenofovir, dolutegravir mais emtricitabina, ou uma combinação de lamivudina, abacavir mais dolutegravir. 
Medicamentos como o lítio, a memantina e a minociclina não provaram ser benéficos em doentes com encefalite VIH.

## Diagnóstico diferencial
Neoplasias - Linfoma primário do SNC - Pode também apresentar-se com declínio cognitivo, perda de memória e sintomas motores como hemiparesia. No entanto, normalmente há sintomas constitucionais como suores nocturnos e febre. A imagiologia ajuda a diferenciar as duas entidades. O linfoma primário do SNC apresenta-se como lesões de massa predominantemente nas regiões periventriculares.
Leucoencefalopatia multifocal progressiva (PML) - Trata-se de uma doença desmielinizante rapidamente progressiva observada em doentes imunodeprimidos. Causada pelo vírus JC, pode apresentar-se com hemiparesia, ataxia e perda de memória. A RM mostra focos de desmielinização bilaterais, assimétricos, sem efeito de massa, nas regiões periventriculares e subcorticais.
Infecções oportunistas - criptococose, toxoplasmose. Estas podem ser diferenciadas da encefalite por VIH devido às características clínicas associadas, tais como convulsões. Na imagiologia, tanto o criptococo como a toxoplasmose apresentam lesões focais com efeito de massa. O criptococo pode também apresentar-se como meningite. A toxoplasmose leva a um abcesso cerebral.
Deficiências nutricionais - devem ser excluídas as deficiências de vitamina B12 e de folato.

## Prognóstico
Sem a administração de ART, o complexo SIDA-demência pode ser fatal no prazo de 1 ano. A TAR ajuda a retardar a progressão da doença e leva a um aumento da esperança de vida dos doentes. A idade avançada dos doentes e a fraca adesão à TARV são os factores geralmente responsáveis por piores resultados nestes doentes. O tipo de administração da TARV também determina o modo e a gravidade dos padrões de sintomas neuropsiquiátricos. Alguns estudos demonstraram que a utilização de TARV combinada, em comparação com a TARV com um único fármaco, apresenta melhorias na orientação visuoespacial e na atenção, mas uma regressão na eficiência da aprendizagem.
A presença de um défice neurocognitivo, mesmo assintomático ou ligeiro, no início do tratamento é um indicador de declínio neurológico futuro. Alguns estudos demonstraram que, mesmo na actual era da TAR, a presença de défices neurocognitivos num doente com infecção por VIH é um marcador de aumento da mortalidade.

## Complicações
A implementação da TARV determina principalmente o curso da doença e as complicações nos doentes com encefalite VIH.
Uma condição rara denominada síndrome de escape viral do SNC foi demonstrada em doentes tratados com ART. Esta condição apresenta-se com defeitos neurocognitivos de início recente e os estudos laboratoriais demonstram uma elevada replicação viral no LCR apesar dos baixos níveis virais no plasma.

## Educação dos doentes
A administração de TARV deve ser considerada imediatamente após o diagnóstico da doença por VIH, devido ao seu efeito benéfico. A ênfase deve ser colocada na importância da adesão à TARV, o que pode levar a resultados significativamente melhores para os doentes.

## Outras questões
As fases iniciais da encefalopatia do VIH são frequentemente semelhantes em termos de apresentação à depressão, fadiga ou doença de Alzheimer e devem ser cuidadosamente diferenciadas.
Deve ser estabelecido um MMSE de base para todos os doentes em que foi diagnosticada a infecção pelo VIH.
A análise do LCR após uma punção lombar desempenha um papel crucial na exclusão do diagnóstico de infecções oportunistas.
Os doentes com encefalopatia VIH demonstram uma maior sensibilidade aos fármacos neurolépticos. Por conseguinte, os doentes com encefalopatia VIH que recebem estes medicamentos devem ser cuidadosamente monitorizados, uma vez que têm um risco acrescido de desenvolver efeitos secundários extrapiramidais.

## Melhorar os resultados da equipa de cuidados de saúde
Quando confrontados com um doente com encefalite por VIH, a abordagem de uma equipa interprofissional de cuidados de saúde é a mais adequada para obter melhores resultados para o doente. Esta equipa inclui clínicos, especialistas, farmacêuticos e enfermeiros, colaborando e comunicando entre disciplinas individuais para garantir cuidados óptimos. Uma consulta com um especialista em doenças infecciosas para uma administração rápida e eficiente da TARV e uma consulta neurológica para uma avaliação e monitorização cuidadosas do funcionamento neurocognitivo proporcionam os maiores benefícios na gestão de doentes com encefalite VIH. A administração da TARV é o factor mais importante que determina os resultados nos doentes que sofrem de encefalite por VIH.